# ローマ・クアドレンナーレ

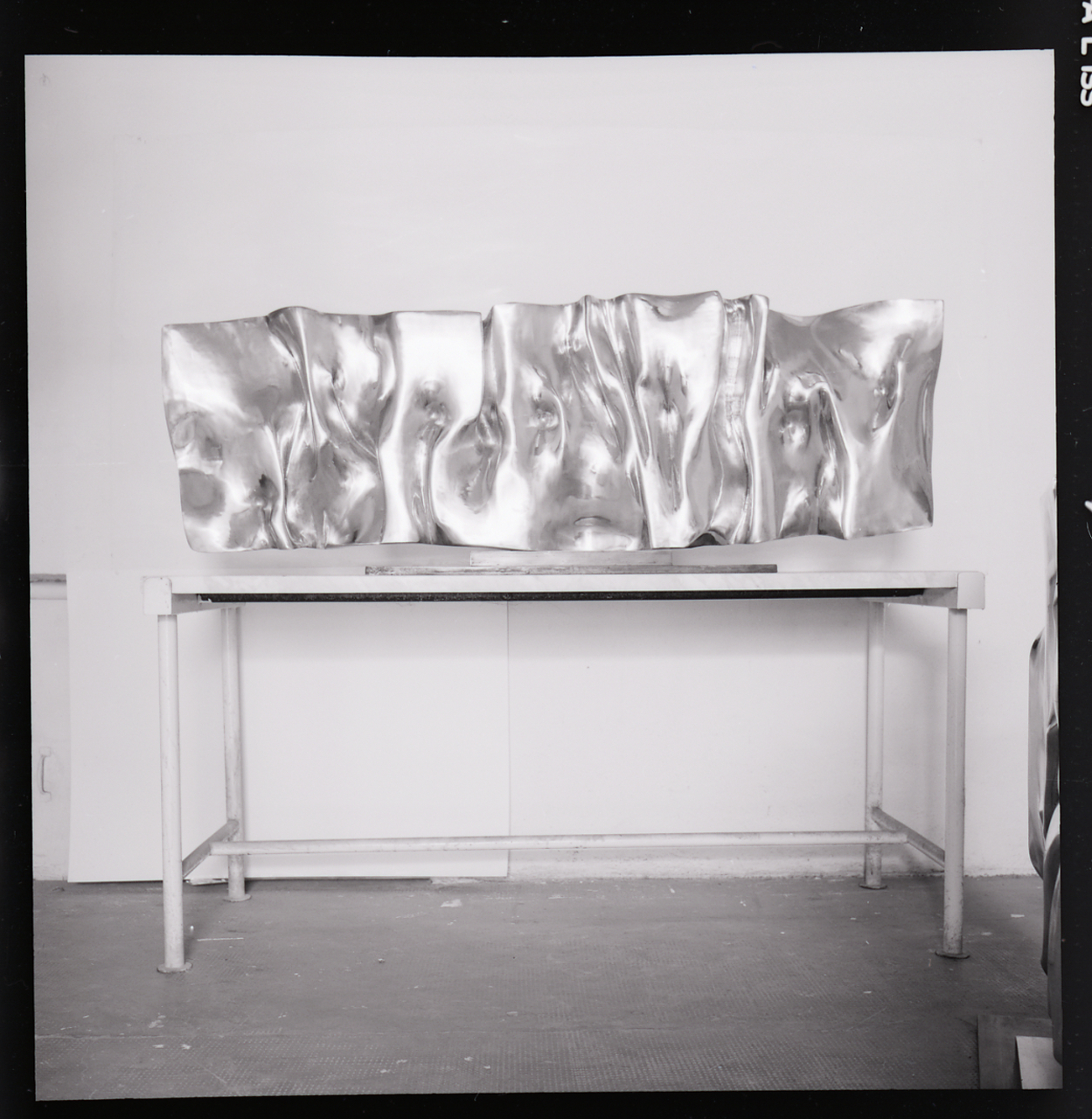
Giò Pomodoro, IX Quadriennale nazionale d'arte di Roma. Foto Paolo Monti.

ローマ・クアドレンナーレ（イタリア語：Quadriennale di Roma）は、イタリアのコンテポラリーアート振興のため創設された財団法人。
4年毎に優れたイタリア人作家による現代アートイベントを開催。クアドレンナーレは、イタリア語における「4年毎」の意味である。

## 歴史
ローマ・クアドレンナーレは、優れたイタリアのアート作品をローマで紹介することを目的に、1927年に開始。各国のアーティストを紹介するベネチアのビエンナーレとは別のものである。
創設時より、クアドレンナーレでは、20世紀から現在にかけての現代アートの展示、および研究・文献調査・資料収集を展開する。
クアドレンナーレの現代アートの展示は、ローマの「パラッツォ・デッレ・エスポジツィオーネ」にて開催される。

## 開催一覧
- 第1回1931年ローマ・クアドレンナーレ。
- 第15回2008年ローマ・クアドレンナーレ[2]。